# Casabauc
Casabauc (Cassabauc, Casabauk, Kasabauk) ist ein osttimoresischer Suco im Verwaltungsamt Tilomar (Gemeinde Cova Lima). Er wurde erst zwischen 2003 und 2004 vom Suco Maudemo abgetrennt.
Im Suco liegen die Orte Casabauc 1 und Casabauc 2 und der Sitz des Verwaltungsamtes Tilomar.

## Die Orte
Casabauc 1 und Casabauc 2 liegen nebeneinander im westlichen Zentrum des Sucos. Casabauc 1 liegt auf einer Meereshöhe von 81 m, Casabauc 2 auf 44 m. Hier befindet sich auch die Grundschule des Sucos, die Escola Primaria Casabauc.

## Der Suco
In Casabauc leben 2.271 Einwohner (2022) davon sind 1.156 Männer und 1.115 Frauen. Im Suco gibt es 488 Haushalte. Über 80 % der Einwohner geben Tetum Terik als ihre Muttersprache an. Über 15 % sprechen Bunak und eine Minderheit Tetum Prasa.
Der Suco liegt im Osten des Verwaltungsamts an der Timorsee. Westlich liegt der ebenfalls zu Tilomar gehörende Suco Maudemo. Nördlich des Flusses Tafara liegt das Verwaltungsamt Suai mit seinen Sucos Debos und Suai Loro. Vor der Gebietsreform 2015 hatte Casabauc eine Fläche von 22,79 km², doch wurde die Grenze zu Maudemo nach Westen verschoben, so dass unter anderem die Orte Maudemo, Tabolo und auch der Westteil von Cawa Uman an Casabauc fielen. Casabauc hat nun eine Fläche von 30,62 km².
Neben den beiden Orten Casabauc 1 und 2 liegen zwei größere Siedlungen auf der Westgrenze. Eine geschlossene Siedlung bildet Coloama (Lolo Ama) mit dem Nachbarort Maudemo (Maudemu). Weiter nördlich befindet sich der Ort  Cawa Uman (Kawa Uman, Kawauman). Am Fluss Tafara liegt der Ort  Tabolo (Ta Bolo, Tobolo). Die Südspitze der Küste bildet das Kap Tafara (Cabo Tafara).
In Maudemo  (Escola Primaria Maudemo) und Tabolo gibt es jeweils eine Grundschule. Vor der Küste liegt ein Ankerplatz für größere Schiffe.
Im Suco befinden sich die drei Aldeias Cawa Uman, Coloama und Tabolo.

## Geschichte
Casabauc war eines der traditionellen Reiche Timors, die von einem Liurai regiert wurden. Gouverneur José Celestino da Silva führte im März 1895 eine Offensive gegen Lalawa, Casabauc und weitere benachbarte Reiche um sie endgültig für Portugal zu unterwerfen. Der Liurai von Casabauc hatte aber weiterhin Macht und Einfluss auf seine Bevölkerung. Vom Liurai Saneti heißt es, dass er noch 1974 Menschen bestrafte, die nicht ihre Arbeit auf den Feldern taten.
Während der Vorbereitung der Unabhängigkeit von der Kolonialmacht Portugal 1975, versuchte die FRETILIN Einwohner für ihre Partei anzuwerben. Stattdessen traten zwei Einwohner in die UDT ein und viele in die APODETI. Kurze Zeit darauf kam es im Land zum Bürgerkrieg zwischen UDT und FRETILIN. Die siegreiche FRETILIN verhaftete in Casabauc APODETI-Anhänger und rekrutierte mehrere Einwohner für ihren militärischen Arm, die FALINTIL.
Ende 1975 begann die Besetzung Osttimors durch Indonesien. Viele Einwohner wurden zur besseren Kontrolle durch die Besatzungsmacht zwangsumgesiedelt. So kamen Bunak aus den nördlichen Sucos Cova Limas, wie Fatululic und Taroman, in das Flachland Casabaucs. Offizielles Ziel war ein Entwicklungsprogramm für den Reisanbau. Umsiedlungslager gab es Ende 1979 unter anderem in Casabauc und in Cawa Uman.

## Politik
Bei den Wahlen von 2004/2005 wurde Quintino Cardoso zum Chefe de Suco gewählt und 2009 in seinem Amt bestätigt. Bei den Wahlen 2016 gewann Inacio A. Gusmão.